# Андриянова, Дарья Игнатьевна
Да́рья Игна́тьевна Андрия́нова — советский хозяйственный, государственный и политический деятель.

## Биография
Родилась в 1899 году в семье батрака в селе Кушниково. Член КПСС.
С 1913 года — на хозяйственной, общественной и политической работе. В 1913—1946 гг. — батрачка у кулака Сколова и помещика Румянцева, колхозница и активистка колхоза села Кушниково, председатель Кушниковского сельсовета Шереметьевского района Татарской АССР.
Избиралась депутатом Верховного Совета СССР 1-го созыва от Чистопольского избирательного округа.